# Calligenethlon
Calligenethlon — вимерлий рід рептіліоморфів емболомери з пізнього карбону в Джоггінсі, Нова Шотландія. Це єдиний остаточно ідентифікований емболомер із скам’янілих скель Джоггінса.